# Bunetice
Bunetice (v minulosti Bujanovce, maďarsky Bunyita) jsou obec na Slovensku v okrese Košice-okolí.

## Historie
Bunetice jsou poprvé písemně zmíněny v roce 1413 jako Bonyatha (podle jiných zdrojů až v roce 1427 jako Bonitha). Ve stejném roce bylo zaznamenáno 14 port. V roce 1787 měla obec 17 domů a 137 obyvatel, v roce 1828 zde bylo 20 domů a 165 obyvatel, kteří byli zaměstnáni jako rolníci a lesní dělníci. V listopadu 1944 bylo v lese za obcí německými fašisty popraveno sedm italských vojáků; mají zde památkově chráněný památník.